# (32630) Ethanlevy
(32630) Ethanlevy est un astéroïde de la ceinture principale.

## Description
(32630) Ethanlevy est un astéroïde de la ceinture principale. Il fut découvert le 10 septembre 2001 à Socorro (Nouveau-Mexique) par le projet LINEAR. Il présente une orbite caractérisée par un demi-grand axe de 2,40 UA, une excentricité de 0,09 et une inclinaison de 6,0° par rapport à l'écliptique.